# كورتني بلاكمان
كورتني بلاكمان (6 مارس 1933 - 16 مارس 2021) اقتصادي بربادوسي ومستشار أعمال دولي ودبلوماسي. شغل منصب أول حاكم للبنك المركزي لبربادوس من عام 1972 إلى عام 1987. في وقت تعيينه كان أصغر محافظ للبنك المركزي في العالم.

## الحياة المهنية
شغل بلاكمان منصب محافظ البنك المركزي لبربادوس من يونيو 1972 إلى مارس 1987، وهو الحاكم الأطول خدمة اعتبارًا من عام 2021. وقد عُرض عليه المنصب في مكالمة هاتفية في الخامسة صباحًا من رئيس الوزراء آنذاك إيرول بارو، قبل بلاكمان على الفور، لكنه قال مازحًا في وقت لاحق إنه «لن يقبل أبدًا عرض عمل مرة أخرى وهو نصف نائم». أصبح أصغر محافظ للبنك المركزي في العالم في ذلك الوقت. كان مسؤولاً عن تنمية تنظيم البنك من فريقه الأولي المكون من خمسة أفراد، فضلاً عن وضع السياسة النقدية.
كمحافظ أشرف بلاكمان على إدخال الدولار البربادوسي عام 1973، على الرغم من أنه كان مرتبطًا في البداية بالجنيه الإسترليني، فقد قام بلاكمان بتغيير العملة إلى سعر صرف ثابت مرتبط بالدولار الأمريكي في عام 1975. هذا السعر البالغ 2 دولار بربادوسي = 1 دولار أمريكي كان لا يزال ساريًا في وقت وفاته، رئيس الوزراء ميا موتلي وبعد ذلك محافظ البنك المركزي كليفيستون هاينز عزا إليه الفضل في توفير الاستقرار الاقتصادي. كما نظم بلاكمان أيضًا بناء ساحة البنك المركزي، والتي أصبحت الآن مركز توم آدمز المالي في بريدجتاون.
بعد تقاعده من البنك المركزي في عام 1987، أصبح بلاكمان مستشارًا تجاريًا لحكومات ومؤسسات دولية أخرى. من عام 1995 إلى عام 2000 شغل منصب السفير إلى الولايات المتحدة والممثل الدائم لبربادوس لدى منظمة الدول الأمريكية. أصبح لاحقًا زميلًا فخريًا متميزًا في معهد السير آرثر لويس للدراسات الاجتماعية والاقتصادية.